# Gabriel Núñez
Gabriel Núñez Aguirre (1942. február 6. – 2021. november 11.) mexikói válogatott labdarúgó.

## Pályafutása

### Klubcsapatban
1960 és 1966, illetve 1970 és 1972 között a CA Zacatepec játékosa volt. 1966 és 1970 között a Club América csapatában játszott. 

### A válogatottban
1965 és 1971 között 35 alkalommal szerepelt a mexikói válogatottban. Részt vett az 1966-os világbajnokságon.

## Külső hivatkozások
- Gabriel Núñez adatlapja a National-Football-Teams.com oldalon (angolul)

- Gabriel Núñez adatlapja a worldfootball.net oldalon (angolul)